# زريجية شمس الدين (الرقة)
زريجية شمس الدين قرية سورية تتبع ناحية الجرنية في منطقة الثورة في محافظة الرقة. بلغ عدد سكانها 171 نسمة في عام 2004 حسب إحصاء المكتب المركزي للإحصاء.